# Brachychalcinus retrospina
Brachychalcinus retrospina es una especie de peces de la familia Characidae en el orden de los Characiformes.

## Morfología
Los machos pueden llegar alcanzar los 6,5 cm de longitud total.

## Hábitat
Vive en zonas de clima tropical.

## Distribución geográfica
Se encuentra en Sudamérica:  cuenca del río Paraguay.